# Biblioteca Pública Montes de Oca
La Biblioteca Pública Faustino Montes de Oca está ubicada en el Cantón de Montes de Oca en la provincia de San José en Costa Rica y forma parte del Sistema Nacional de Bibliotecas (SINABI), adscrita al Ministerio de Cultura y Juventud de Costa Rica. Para crear esta biblioteca publica en 1986 los vecinos de Montes de Oca, conformaron un comité y gestionaron la construcción de la biblioteca para la comunidad, por lo cual se logró en varios etapas; culminando la obra con la inauguración de la Biblioteca el 15 de septiembre de 1995 en beneficio de la sociedad con el fin de satisfacer los requerimientos de información, conocimiento, educación y cultura.

## Biblioteca Pública Faustino Montes de Oca
La biblioteca pública ostenta el nombre de Faustino Montes de Oca en honor a este ilustre ciudadano costarricense, quien fue representante en la Cámara de Diputados y político  que se interesó por las necesidades y el progreso de esta comunidad. La Biblioteca tiene registrados 500 usuarios afiliados a la biblioteca entre niños, jóvenes y adultos, quienes tienen acceso a la base de datos que contiene 6142 registros de documentos.  Asimismo, a la comunidad se le brinda el acceso a las base de datos del Sistema Nacional de Bibliotecas (SINABI) y a otras bases de las bibliotecas públicas que pertenecen al SINABI.
La Biblioteca posee una infraestructura de dos pisos, en el primer piso se localizan una sala de consulta y una sala infantil, en el segundo piso hay una sala amplia que dispone de mesas para grupos y mesas individuales de diferentes diseños. Además, en este espacio están las salas de cómputo equipadas con computadoras con acceso a Internet inalámbrico para los usuarios. Paralelamente, se dispone de  computadoras para consultar el catálogo en línea de las bases de datos. También la infraestructura está diseñada para la adecuada atención de los usuarios con alguna necesidad especial.

## Colecciones
La Biblioteca contiene un acervo bibliográfico con 30 000 volúmenes, aproximadamente, distribuidas en las colecciones de libros; unos 13 000 materiales de obras de referencia; alrededor de 210 recursos audiovisuales y electrónicos, así como 4800 publicaciones periódicas de revistas, periódicos o boletines; asimismo, para los niños tiene una colección infantil de 2433 ejemplares con  cuentos o libros de dinámicas lúdicas.

## Servicios
Entre los servicios que brinda la Biblioteca Pública Faustino Montes de Oca a la comunidad se detallan a continuación:
-Servicios de referencia para coadyuvar a los usuarios en la búsqueda y recuperación de información
-Préstamo de libros a sala y domicilio: se facilita los materiales para utilizarlos en la biblioteca o a los usuarios afiliados
-Archivo documental: con material documental del Cantón de Montes de Oca
-Bases de datos: del SINABI y del catálogo en línea
-Audiovisuales: se facilitan documentales, películas o videos en disco compacto

### Programas
Para beneficio de la comunidad se brindan diversos proyectos en alianza con otras entidades del país:
-Animación a la lectura: se fomenta el hábito de la lectura entre los niños y jóvenes
-Asesoría en métodos de investigación: las bibliotecólogas como profesionales en ciencias de la información ayudan a los estudiantes en técnicas documentales o estrategias metodológicas para realizar las labores educativas en primaria, secundaria o universitaria
-Orientación en el uso de la biblioteca: las bibliotecarias guían a los usuarios en la forma de aprovechar los recursos bibliográficos que ofrece la Biblioteca
-Extensión educativa y cultural: constituye un programa para todas las edades de niños, jóvenes, adultos y adultos mayores con actividades culturales, educativas o recreativas y en procura de la calidad de vida de la comunidad de Montes de Oca